# أنيس سليم الشيخ
أنيس سليم الشيخ (1880 - 1946) هو أول من أنشأ مدرسة أهلية في لبنان.

## حياته ونشأته ووفاته
ولد في رأس بيروت سنة 1880 م، تربى يتيما بعد وفاة والده وهو دون الرابعة من عمره عند أخواله آل غندور البيروتيين، في حين انه تلقى علومه في حلقات علم الشيخ مصباح طقوس، وأحمد الغالي، وغيرهم، تحول لتجارة الاقمشة، ثم بدأ بالعمل الاجتماعي فأنشأ أول مدرسة ابتدائية أهلية علمية سنة 1904 م، في رأس بيروت بناها في باحة منذله، شرق دار المريسة.
توفي سنة 1946 م

## مسيرته
- أنشأ أول مدرسة أهلية في رأس بيروت في باحة منذله عرفت باسم "كتّاب أنيس.

- عضوا في جمعية المقاصد الخيرية الإسلامية سنة 1932 م
- عضوا في المجلس البلدي البيروتي سنة 1934 م،
- عضوا في مجلس الأوقاف الإسلامية سنة 1938 م، وكان أهم مناصبه الاجتماعية،
- ترأس لرابطة لجان الاحياء البيروتية، التي ساهمت بتأسيس دار العجزة الإسلامي.[1]